# Blimbing (Gurah)
Blimbing is een bestuurslaag in het regentschap Kediri van de provincie Oost-Java, Indonesië. Blimbing telt 2364 inwoners (volkstelling 2010).